# عامر بن الأخنس
عامر بن الأخنس الفهمي صعلوك جاهلي من قبيلة فهم القيسية. اشتهر بلقب سيد الصعاليك ويذكر أحيانا بسيد فهم. وله صولات وجولات والعديد من الأخبار.

## نسبه
هو عامر بن الأخنس بن أبي الأخنس من بني فهم بن عمرو بن قيس عيلان بن مضر بن نزار بن معد بن عدنان.

## أخباره
ذكر في حديث تأبط شرا أنه خرج في عدة من فهم فيهم عامر بن الأخنس والشنفرى والمسيب بن كلاب وعمرو بن براق ومرة بن خليف حتى بيتوا العوص وهم حي من بجيلة فقتلوا منهم نفرا وأخذوا لهم إبلا فساقوها حتى كانوا من بلادهم على يوم وليلة فاعترضت لهم خثعم وفيهم ابن حاجز وهو رئيس القوم وهم يومئذ نحو أربعين رجلا فلما نظرت إليهم صعاليك فهم قالوا لعامر بن الأخنس ماذا ترى قال لا أرى لكم إلا صدق الضراب فإن ظفرتم فذاك وإن قتلتم كنتم قد أخذتم ثأركم قال تأبط شرا بأبي أنت وأمي فنعم رئيس القوم أنت إذا جد الجد وإذا كان قد أجمع رأيكم على هذا فإني أرى لكم أن تحملوا على القوم حملة واحدة فإنكم قليل والقوم كثير ومتى افترقتم كثركم القوم.
وقال المسيب: اصدقوا القوم الحملة، وإيّاكم و الفشل، وقال الشنفرى:
وقال مرة بن خليف الفهمي:
وقال كعب حدار أخو تابط:
وقال السمع أخو تابط:
فلما سمع تأبط مقالتهم قال: بأبي أنتم وأمي، نعم الحماة إذا جدّ الجدّ، أما إذا أجمع رأيكم على قتال القوم فاحملوا و لا تتفرّقوا، فإن القوم أكثر منكم، فحملوا عليهم فقتلوا منهم، ثم كرّوا الثانية فقتلوا، ثم كرّوا الثالثة فقتلوا فانهزمت خثعم و تفرقت في رؤوس الجبال، و مضى تأبّط و أصحابه بما غنموا و أسلاب من قتلوا، فقال تأبّط من ذلك.

### يوم الفضاض
وهو يوم من أيام العرب وكان فيه من خبر عامر بن الأخنس أن بني صاهلة من هذيل خرجوا يريدون غزو فهم فهربت منهم فهم وهرب سيد فهم (عامر بن الأخنس) فقال في ذلك قيس بن خويلد الهذلي:
فأجابه عامر بن الأخنس:

## وفاته
قيل ان بنو نفاثة من كنانة قتلوه وكان من حديث عامر بن الأخنس أنّه غزا في نَفَر ، بضعةٍ وعِشْرين رجلاً ، فيهم عامِرُ بن الأخنس ، وكان سيّداً فيهم ، وكان إذا خرج في غزو رَأْسَهُم ، وكان يقال له سَيّدُ الصعاليك ، فخرج بهم حتى باتوا على بَني نُفاثة بن عَدي بن الدِّيل مُمْسِين ، ينتظرون أن ينام الحيُّ ، حتى إذا كان في سواد الليل مرّ بهم راع من الحيّ قد أغير ، فمعه غديرته يسوقها فبَصَّر بهم
وبمكانهم ، فخلّى الغَديرة وتَبع الضَّراءَ ضراء الوادي ، حتى جاء الحيّ فأخبرهم بمكان القوم وحَيْث راهم ، فقاموا فاختاروا فتيانَ الحيّ فسلحوهم ، وأقبلوا نحوهم ، حتى إذا دنَوْا منهم قال رجل من النّفائِيِّين : والله ما قوسي بمُوتِرَة . فقالوا : فأوتِرْ قَوسَك ، فوضع قَوْسَهُ فأوتَرَها ، فقال تأبَّطَ لأصحابه : اسكُتُوا ، واستَمَع فقال : أُتِيتُم والله ، قالوا : وما ذلك ؟ قال : أنا والله أسمع حَطِيطَ وتَر قَوْس . قالوا : والله ما نسمعُ شيئاً ، قال : بلى والله إنِّي لأسمعه ، يا قوم النّجاءَ ، قالوا : لا والله ما سَمِعْت شيئاً ، فوثب فانطلق وتركهم ، ووثب معه نفر ، وبيَّتهم بَنُو نفائة فلم يُفلِت منهم إنسان ، وخرج هو وأصحابه الذين انطلقوا معه ، وقُتِل تلك الليلةَ عامِرُ بنُ الأخنس .
وقيل انه مات على فراشة وروي ذلك فقال ابنُ عُمَيْر «وسألت أهلَ الحجاز عن عامرِ بن الأَخنس ، فزعموا أنّه مات على فِراشه».